# El retrato de Dorian Gray (telenovela)
El retrato de Dorian Gray es una telenovela mexicana que se transmitió por el Canal 2 de Telesistema Mexicano (hoy el Canal de las Estrellas de Televisa) en 1969, basada en la novela de Oscar Wilde El retrato de Dorian Gray. Es producida por Ernesto Alonso y protagonizada por Enrique Álvarez Félix como Dorian Gray.

## Argumento
Esta telenovela cuenta la historia de Dorian Gray un joven culto, inteligente y guapo al que un amigo le pinta un retrato y queda maravillado de su belleza física, él decía que con tal de conservar su juventud era capaz de venderle su alma al diablo. Por algún mágico sortilegio es el cuadro el que sufrirá la decadencia de Dorian Gray. Este se sumerge en la pobredumbre humana, comete crímenes, pero su aspecto físico permanece inalterable. Es el retrato de Dorian el que se transforma y envejece. 
Al final Dorian muere delante de su retrato y se intercambian los papeles, ahora el muerto es el monstruo envejecido y al retrato vuelven la belleza y la juventud.

## Elenco
- Enrique Álvarez Félix[3] – Dorian Gray[4]
- Carlos Bracho – Lord Henry
- Carmen Montejo – Lady Wooton
- Blanca Sánchez – Verónica
- Nelly Meden – Elizabeth
- Silvia Pasquel – Sybil Vane[5]
- Alicia Montoya
- Claudia Islas
- Anita Blanch – Lady Agatha
- Héctor Sáez – James Vane

## Datos a resaltar
- La telenovela está grabada en blanco y negro.
- No se conservó ni un solo capítulo de la novela, por lo que se considera "perdida".